# Селистранов, Михаил Константинович
Михаил Константинович Селистранов (8 ноября 1820, Херсонская губерния — 19 февраля 1885, Николаев, Николаевское военное губернаторство) — вице-адмирал Российского императорского флота, участник Севастопольской обороны в 1854—1855 годах.

## Биография
Происходил из сербских дворян, из семьи командира 3-го Бугского казачьего полка майора Константина Ивановича Селистранова (1770-?) - участника Бородинского сражения. Родился Михаил 8 ноября 1820 года в Херсонской губернии. 
Получал специальное образование в Николаевской штурманской роте, куда в 1829 году поступил учеником, 6 октября 1838 года Михаил Селистранов был произведён в гардемарины и получил назначение на шлюп "Диана" Черноморского флота. В следующем 1839 году он совершил ряд плаваний по Чёрному морю между Николаевом, Одессой и Севастополем на пароходе "Громоносец" и транспорте "Кит" (командир - капитан-лейтенант И. В. Колесников).  19 апреля 1842 года Михаил Селистранов был произведён в мичмана со старшинством с 8 января 1841 года, с назначением в Балтийский флот. На Балтике Селистранов прослужил два года и почти вся его служебная деятельность прошла в рядах Черноморского флота.
Состоя в 38-м флотском экипаже на линейном корабле «Двенадцать Апостолов» под командой капитана 1-го ранга В. А. Корнилова совершил в 1845—1853 годах ряд практических плаваний в Чёрном море.
С началом Крымской войны Селистранов поступил в число защитников Севастополя, где и находился с 13 сентября 1854 года по 27 мая 1855 года. Сначала он командовал 38-м морским батальоном, а потом бастионом № 3. В первую же бомбардировку, 5 октября 1854 года, при взрыве порохового погреба, он был контужен в голову и спину; 30 марта, осколком бомбы получил контузию в голову; 26 мая контужен был в правую голень и ранен штуцерной пулей в указательный палец правой руки, вследствие чего был отправлен для излечения в Николаев. Наградами за боевые заслуги были орден св. Владимира 4-й степени с бантом (в 1854 году), золотая сабля с надписью «За храбрость» (29 июня 1855 года) и, наконец, производство за отличие в капитан-лейтенанты.
В этом чине, по окончании Крымской войны, некоторое время командовал корветом «Вепрь», а затем командуя 38-м флотским экипажем, привёл его из Николаева в Москву и Санкт-Петербург. 26 ноября 1856 года Селистранов за беспорочную выслугу 25 лет в офицерских чинах был удостоен ордена св. Георгия 4-й степени (№ 9979 по кавалерскому списку Григоровича — Степанова). В 1856 году Селистранов был командирован из Петербурга в Астрахань для доставки георгиевских знамён, а по окончании этого поручения перешёл в коммерческий флот, и с 1857 по 1866 год служил в Российском Обществе пароходства и торговли, где кроме служебных чисто морских поручений командовал несколькими пароходами. В 1863 году был произведён в капитаны 2-го ранга и в 1867 году — в капитаны 1-го ранга.
Перейдя снова на военную службу с 1869 года состоял сначала временным членом военно-морского суда при Николаевском порту, потом командиром корвета «Сокол» в Чёрном море и числился при российском посольстве в Константинополе, участвовал в эвакуации посольства в Одессу перед русско-турецкой войной. Это было последнее плавание Селистранова, так как по возвращении из кампании он получил в 1878 году командование 3-м Черноморским экипажем, сформированным, по военному времени, из нижних чинов запаса флота, и в том же году был произведён в контр-адмиралы, а в следующем 1879 году назначен командиром 2-го Черноморского флотского его королевского высочества герцога Эдинбургского экипажа, которым и командовал почти до последних дней своей жизни.
В русско-турецкую войну 1877—1878 годов, кроме усиленных занятий по экипажу, Селистранов распоряжался по эвакуации в Николаевском порту прибывавших с театра войны раненных, также и по приёму войск, эвакуируемых из Турции.
11 февраля 1885 года произведён в вице-адмиралы, с увольнением в отставку.
Умер 19 февраля 1885 года. Погребён в Николаеве на Старом кладбище вместе с женой М. М. Селистрановой. 

## Семья
- жена – Селистранова Мария Михайловна (1838 - 22.05.1885), дочь адмирала М. Н. Кумани[2][1].

дочери
- Мария Михайловна Селистранова  (?-?) надзирательница частной женской 6-классной прогимназии Р. С. Рабиновича в Николаеве
- Александра Михайловна Селистранова (?-?) - учительница
- Анна Михайловна Селистранова (?-?) - учительница
- Вера Михайловна Селистранова (?-?) - учительница
- Зинаида Михайловна Селистранова (?-?) - учительница
- Юлия Михайловна Селистранова (1873-1967) -   балетмейстер  и преподаватель танцев и гимнастики в различных гимназиях Николаева и в городском коммерческом училище
- Елизавета (Елисавета) Михайловна Селистранова (?-?) -  надзирательница Женской гимназии С. Г. Зиновой в Николаеве.